# Římskokatolická farnost Louchov
Římskokatolická farnost Louchov (lat. Laucha) je zaniklá církevní správní jednotka sdružující římské katolíky v Louchově a okolí. Organizačně spadala do krušnohorského vikariátu, který je jedním z deseti vikariátů litoměřické diecéze.

## Historie farnosti
Matriky jsou vedeny od roku 1586. Od roku 1794 do vzniku farnosti byla v místě lokálie. Farnost byla kanonicky zřízena od roku 1853. V roce 1890 ve farnosti žilo 1 321 věřících, roku 1941 jejich počet poklesl na 1 130 a v roce 1991 se zde ke katolické církvi přihlásilo jen 18 věřících.
Farnost existovala do 31. prosince 2012 jako součást kláštereckého farního obvodu. Od 1. ledna 2013 zanikla sloučením do farnosti Klášterec nad Ohří.

### Duchovní správcové vedoucí farnost
Začátek působnosti jmenovaného v duchovní správě farnosti od:
- 1789   cap. loc. vacat
- 1795   cap. loc. Josef Handbach, n. 11. 10. 1747 Cubitens, o. 28. 5. 1770
- 1810   cap. loc. vacat
- 1811   cap. loc. Wenc. Tschochner, n. 28. 9.  1773 Micro-Schoenhof, o. 12. 9. 1803, † 4. 8. 1860
- 1814   cap. loc. vacat
- 1815   cap. loc. Josef Ehret, n. 28. 2. 1775 Kloesterle, o. 12. 9. 1802, † 16. 5. 1851
- 1820   cap. loc. Joann. Hollauer, n. 1. 5. 1783 Prag., o. 24. 10. 1805
- 1821   cap. loc. Ioann. Assmann, n. 20. 8. 1786 Adersbachens., o. 11. 8. 1811, † 30. 1. 1824
- 1822   cap. loc. Josef Pross, n. 10. 11. 1782 Kloesterle., o. 31. 8. 1807, † 27. 11. 1838
- 1839   cap. loc. vacat, admin. inter. Franc. Tischer
- 1842   cap. loc. vacat, admin. interim. Anton. Schubert
- 1843   cap. loc. Anton. Schubert, n. 4. 8. 1801 Schaboglück, o. 24. 8. 1824, † 20. 7. 1882
- 1848   cap. loc. Wenc. Tirsch, n. 29. 4. 1804 Sporicens., o. 2. 9. 1829
- 1849   cap. loc. Josef Reinelt, n. 9. 6. 1802 Pont., o. 4. 9. 1826, † 6. 12. 1864
- 1852   cap. loc. vacat, admin. int. Josef Neumann
- 1853   proto-par. (prvo-farář) Josef Waldert, n. 28. 2. 1812 Wohnungens., o. 1. 8. 1839, † 10. 3. 1885
- 1864     chybí katalog
- 1865   Ign. Ferschel, n. 27. 7. 1809 Urbaviens. (Mor.), o. 30. 7. 1836, † 16. 5. 1876
- 1872   Vinc. Ullmann, n. 21. 1. 1833 Buchau, o. 1. 8. 1859
- 1879   Ferd. Kasper, n. 14. 9. 1838 Hainspach, o. 29. 7. 1863, † 5. 4. 1920
- 1910   Josef Pávek, n. 28. 2. 1867 Ústí n. O., o. 17. 7. 1891, † 8. 2. 1946
- 1914   par. vacat, admin. inter. Theod. Sannig
- 1915   Leonard. Weber, n. 6. 7. 1871 Brandau, o. 5. 7. 1896, † 14. 4. 1945
- 1928   par. vacat, admin. exc. Franc. Kunz[4]
- 1. 9. 1928   Karl Mühldorf,[5] n. 19. 6. 1898 Ferbka, o. 25. 6. 1922, † 13. 11. 1970
- 1. 5.  1946    František Stupka
- 1. 12. 1946   Jan Bielik
- 1. 11. 1948   Hermann Staepel
- 1. 4.  1949    Vlad. Řechka
- 1. 11. 1952   Imrich Göttinger
- 1. 5.  1953    Jan Kolář
- 1. 9.  1957    Jan Netík
- 1. 2.  1970  Bohumil Landsmann CSsR, admin. exc.
- 10. 12. 1984 Josef Šprlák
- 15. 3. 1990   Josef Špaček O.Praem.
- 1. 8. 1998   Libor Švorčík
- 1. 11. 1998  Rafał Józef Wala, admin. exc. z Klášterce nad Ohří
- 1. 7. 2009 – 31. 12. 2019 Artur Ściana, admin. exc. z Klášterce nad Ohří[4]

Kromě kněží stojících v čele farnosti, působili ve farnosti v průběhu její historie i jiní kněží. Většinou pracovali jako farní vikáři, kaplani, katecheté, výpomocní duchovní aj.

## Území farnosti
Do farnosti náleželo území obcí:
- Domašín (Tomitschan)[p 2]
- Fabrovy Chalupy (Faberhütten)[p 2]
- Hradiště (Radis)[p 2]
- Krčma[6] (Kretscham)[p 2]
- Louchov (Laucha)[p 2]
- Nová Víska (Neudörf)[p 2]
- Podmilesy[7] (Pöllma)[p 2]

## Římskokatolické sakrální stavby a místa kultu na území farnosti
| | Fotografie | Stavba                    | Místo   | Bohoslužby                      | Zeměpisné souřadnice             | Status                                                                              | Číslo kulturní památky                      |
| Kostel | Kostel     | Kostel                    | Kostel  | Kostel                          | Kostel                           | Kostel                                                                              | Kostel                                      |
| --- | ---------- | ------------------------- | ------- | ------------------------------- | -------------------------------- | ----------------------------------------------------------------------------------- | ------------------------------------------- |
| 1. |            | Kostel sv. Jakuba Většího | Louchov | bližší informace o bohoslužbách | 50°25′34″ s. š., 13°11′26″ v. d. | do 31. prosince 2012 farní kostel, poté filiální kostel farnosti Klášterec nad Ohří | 33762/5-493 (Pk•MIS•Sez•Obr•WD) (Q18907471) |
| Kaple |            |                           |         |                                 |                                  |                                                                                     |                                             |
| 2. |            | Kaple                     | Domašín | bohoslužby příležitostně        | 50°25′16″ s. š., 13°10′19″ v. d. | kaple                                                                               | —                                           |
| Některé drobné sakrální stavby a pamětihodnosti lze dohledat zde v databázi Drobné sakrální památky Zaniklé sakrální stavby lze dohledat zde v databázi Poškozené a zničené kostely, kaple a synagogy v České republice |            |                           |         |                                 |                                  |                                                                                     |                                             |

Ve farnosti se mohou nacházet i další drobné sakrální stavby, místa římskokatolického kultu a pamětihodnosti, které neobsahuje tato tabulka.